# Transports Internationaux Routiers

En TIR-skylt av den typ som brukar sitta på lastbilar

Transports Internationaux Routiers eller Transport International par la Route oftast förkortat TIR (fransk förkortning) är en internationell tullkonvention som betyder fri transitering. Det innebär att man förtullar sin last i hemlandet och därefter förseglar lasten. I de länder som är TIR-anslutna kan då lasten färdas utan att bli stoppad vid tullens gränskontroller för en tulldeklaration. Detta medger kustlösa länder att importera och exportera varor till/från andra världsdelar utan att betala tull till mellanliggande länder.